# القرون (الجميمة)

تعديل مصدري - تعديل

القرون هي إحدى قرى عزلة مسويا بمديرية الجميمة التابعة لمحافظة حجة، بلغ تعداد سكانها 59 نسمة حسب تعداد اليمن لعام 2004.